# Boëtius von Orlamünde
Boëtius von Orlamünde ist ein Internats- und Entwicklungsroman von Ernst Weiß, der, Mitte der zwanziger Jahre geschrieben, bei S. Fischer 1928 in Berlin erschien. Ab 1930 erschien der Roman meist – so auch in der maßgeblichen Ernst-Weiß-Werkausgabe des Suhrkamp Verlages (1982) – unter dem Titel Der Aristokrat.
Im Sommer 1913 geht der junge Fürstensohn Boëtius von Orlamünde seinen Weg vom Aristokraten zum Proletarier.

## Zeit und Ort
Der Roman handelt vom 19. Juni bis zum 29. August 1913 – erst im ostbelgischen adeligen Knabenstift Onderkuhle und darauf in Brüssel.

## Handlung
Onderkuhle
Boëtius Maria Dagobert von Orlamünde, „glaubensschwacher“, fast mittelloser Sohn eines „verarmten, stellungslosen Fürsten“ aus Brüssel, nennt sich einfach Orlamünde. Der 18-Jährige hält sich für eine „armselige Person“, hat sechs Jahre Onderkuhle absolviert und sitzt in dem Stift gleichsam zwischen den Stühlen. Orlamünde weiß nicht, wie es mit ihm weitergeht, denn der Vater, der ihm „sehr fehlt“, hat seit fünf Wochen nicht mehr geschrieben. So wird er vom Meister, dessen väterliches Wohlwollen er genießt, gelegentlich mit einer diffizilen Aufgabe betraut und auch zur Beaufsichtigung vornehmlich jüngerer Zöglinge beim Reiten und Schwimmen eingesetzt. Während einer solchen Unternehmung rettet Orlamünde seinen „einzigen Freund“ Titurel vor dem Ertrinken. Zum Dank wendet sich der Gerettete vom Retter ab. Als Orlamünde dem kleinen Knaben Alma Venus, genannt Alma, Schwimmunterricht geben muss und der kleine Kerl versagt, hat der „Schwimmlehrer“ zwar Mitleid, muss den Versager aber auf dem Fechtboden einsperren, weil diese Strafe im „spartanischen“ Reglement von Onderkuhle für Wasserscheu so vorgeschrieben ist. Als der Rendant im Stift Feuer legt, ist Orlamünde so sehr mit Rettungsarbeit beschäftigt, dass er Alma vergisst und der Kleine nur mit Mühe und in letzter Minute gerettet werden kann. Das Stift brennt nieder. Orlamünde flieht nach Hause.
Brüssel
Der Flüchtling sucht in Brüssel nicht die Eltern auf, sondern bezieht auf eigene Kosten eine schäbige Unterkunft. Der Fürstensohn nimmt „Proletarierarbeit“ in einer Turbinenfabrik an. Orlamünde, Spross eines „niedergleitenden Geschlechtes“, will „auf jedes Erbe verzichten“, will sein „eigener Diener“ sein und sein „eigener Herr“. Davon macht er den Eltern briefliche Mitteilung. Später sucht Orlamünde die Eltern auf und kümmert sich um den sterbenden Vater. Der Hinscheidende hat im Leben bewusst allen Gütern entsagt und kann folglich dem Sohn weiter nichts vererben. Orlamünde, neuerdings „Werkzeugmaschine aus Fleisch und Blut“, ist es zufrieden. Der junge Orlamünde hat viel vor. Er möchte „so viel Kinder zeugen, als“ er Brot für sie schaffen kann. Doch zunächst ist weit und breit keine passende Frau in Sicht. In diesem Männer-Roman tritt eine einzige auf – Orlamündes Mama.

## Zitate
- Adel vereinsamt. Arbeit verbindet.[8]
- Orlamünde erschreckt die ungeheure Entfernung von unserer armen Erde bis zu den Lichtseen der Sonne.[9]
- Wer ist Aristokrat der Sonne gegenüber?[10]
- Bei Selbstbeherrschung fängt jede Herrschaft an.[11]

## Wörter und Wendungen
- Ein Pferd, das partout nicht gehorchen will, bekommt schließlich ein Krepierhalfterwerk umgetan[12] und wird erschossen.
- Während eines Begräbnisses dritter Klasse wird feierliches Gerümpel – wie eiserne Kandelaber – herumgetragen.[13]

## Form
- Zu den o. g. komplizierten Aufgaben, die Orlamünde lösen muss, gehören die Bändigung des wilden Hengstes Cyrus[14] und die Arbeit als stellvertretender Rittmeister bei der Beaufsichtigung einer Kolonne von Zöglingen, die Pferde in die Schwemme reiten.[15] Der „reine klassizistische Ton, mit niedergehaltener Leidenschaft und verborgener Traurigkeit erzählt“[16], besticht. Diese beiden Passagen im Romantext können den Meisterwerken deutschsprachiger Prosakunst aus der ersten Hälfte des 20. Jahrhunderts zugerechnet werden.
- Orlamünde fürchtet „T., den richtigen Tod“.[17] Ihm schaudert vor der „Welt in ihrer Unendlichkeit bis an die wandlosen Räume von Ewigkeit.“[18] Ständige Todesfurcht und ständiges Alleinsein Orlamündes konstituieren beklemmend das „unnatürliche Lebensgefühl Onderkuhles“.

## Ehrungen
- Für die „Sport-Kapitel“ im Roman errang Ernst Weiß, seit 1921 ein Berliner, bei der Olympiade 1928 in Amsterdam für Deutschland eine Silbermedaille. Dabei war der Autor doch als Brünner nach dem Kriege laut Pass ein Tscheche.[19]
- 1930 erhält Ernst Weiß für seinen Roman den Adalbert-Stifter-Preis.[20]

### Sekundärliteratur
- Heinz Ludwig Arnold (Hrsg.): Ernst Weiß. Heft 76 der Zeitschrift Text + Kritik. München im Oktober 1982. 88 Seiten, ISBN 3-88377-117-1.
- Klaus Johann: Grenze und Halt. Der Einzelne im „Haus der Regeln“. Zur deutschsprachigen Internatsliteratur (= Beiträge zur neueren Literaturgeschichte, Band 201). Universitätsverlag Winter, Heidelberg 2003, ISBN 3-8253-1599-1, (Dissertation Uni Münster 2002, 727 Seiten). Vor allem S. 565–567.
- Margarita Pazi: Ernst Weiß. Schicksal und Werk eines jüdischen mitteleuropäischen Autors in der ersten Hälfte des 20. Jahrhunderts (= Anneliese Kuchinke-Bach (Hrsg.): Würzburger Hochschulschriften zur neueren deutschen Literaturgeschichte, Band 14), Frankfurt am Main 1993, ISBN 3-631-45475-9
- Gero von Wilpert: Lexikon der Weltliteratur. Deutsche Autoren A – Z.  Stuttgart 2004, 698 Seiten, ISBN 3-520-83704-8, S. 658.